# Nearly Human
Nearly Human è un album in studio del cantautore e musicista statunitense Todd Rundgren, pubblicato nel 1989.

## Tracce
Testi e musiche di Todd Rundgren, eccetto dove indicato.
1. The Want of a Nail – 5:14
2. The Waiting Game – 4:16
3. Parallel Lines – 4:22
4. Two Little Hitlers (Elvis Costello) – 3:55
5. Can't Stop Running – 5:00
6. Unloved Children – 4:03
7. Fidelity – 4:39
8. Feel It (Rundgren/The Tubes/Vince Welnick) – 5:47
9. Hawking – 6:51
10. I Love My Life – 8:55